# Moriganen
Moriganen is het vijfde stripalbum uit de stripreeks De Klaagzang van de Verloren Gewesten en het eerst deel van de cyclus De Genaderidders. Het album is geschreven door Jean Dufaux en getekend door Philippe Delaby. Van dit album verschenen drie drukken bij uitgeverij Dargaud.

## Inhoud
De tweede cyclus van de serie, die met dit album begint, speelt zich af vóór de geboorte van Sioban. Seamus, de genaderidder die aan Sioban's zijde vocht in de eerste cyclus, is nog een novice en krijgt zijn eerste opdracht van meester Sill Valt. Samen trekken zij naar Glen Sarrick, waar ze het moeten opnemen tegen de heks Morigane, die daar dood en verderf zaait. 